# Amadeo de Silva
Amadeo de Silva (Campo Maior, ca. 1420 – Milán, 10 de agosto de 1482), de nombre secular João Menezes da Silva, también conocido como Amadeo de Portugal, fue un religioso católico portugués, reformador de la Orden Franciscana en Italia e iniciador de la rama conocida como los "amadeitas". Hermano de Santa Beatriz de Silva, es venerado como beato en la Iglesia católica, cuya fiesta celebra el 12 de agosto.

## Biografía
João Menezes da Silva nació hacia 1420, en Campo Maior, vila del Reino de Portugal. Objeto de muchas hagiografías que intentan demostrar sus orígenes, ha sido complicado descifrar su nombre verdadero por sus múltiples variantes. La tradición más aceptada lo hace hijo de Rui Gomes da Silva, alcalde de Campo Maior y Ouguela, escudero del rey Juan I de Portugal y también consejero del los reyes portugueses Duarte y Alfonso V, y de Doña Isabel de Menezes, la condesa de Portalegre, hija bastarda de Don Pedro Menezes, conde de Viana de Alentejo y de Vila Real, conquistador y gobernador de Ceuta. Era hermano de Santa Beatriz de Silva, fundadora de las monjas concepcionistas. Ciertamente bebió de la espiritualidad de la reforma de las órdenes religiosas hispanas; de ahí que en Italia sea conocido también con el título de hispanus.
Amadeo de Silva ingresó en el monasterio jerónimo de Guadalupe y, tras varios tentativos fallidos de encontrar el martirio en medio de musulmanes, en Granada (España) y en Ceuta, pidió y obtuvo el permiso para pasar a la Orden de Frailes Menores, en diciembre de 1492. Fue trasladado a Italia, en 1454, al convento de San Francisco de Milán, por el ministro general de la Orden, Giacomo da Mozzanica. Fue conventual de las casas de Mariano Comense e di Opreno. En esta última fue ordenado sacerdote en 1459.
En 1460 recibió de parte de la duquesa Bianca Maria Visconti el convento de Bressanoro, en la diócesis de Cremona, con el fin de renovar la estructura, y allí creó una pequeña comunidad de regulares observantes. A este convento se unieron otros, los cuales, con el tiempo, se fueron identificando como una familia de observantes dentro de la Orden Franciscana, pero –no sin problemas por parte de los conventuales– con una autonomía que cada vez era más fuerte.
El papa Sixto IV lo favoreció con la donación del monasterio de San Pietro in Montorio, en 1472, y tomándolo como confesor personal. Con la protección del papa, pudo lograr una expansión de la nueva observancia, y en 1482 obtiene permiso para visitar los conventos de la reforma, dieciséis hasta ese momento. A causa de una enfermedad, debió regresar al convento de Milán, donde murió el 10 de agosto de 1482.

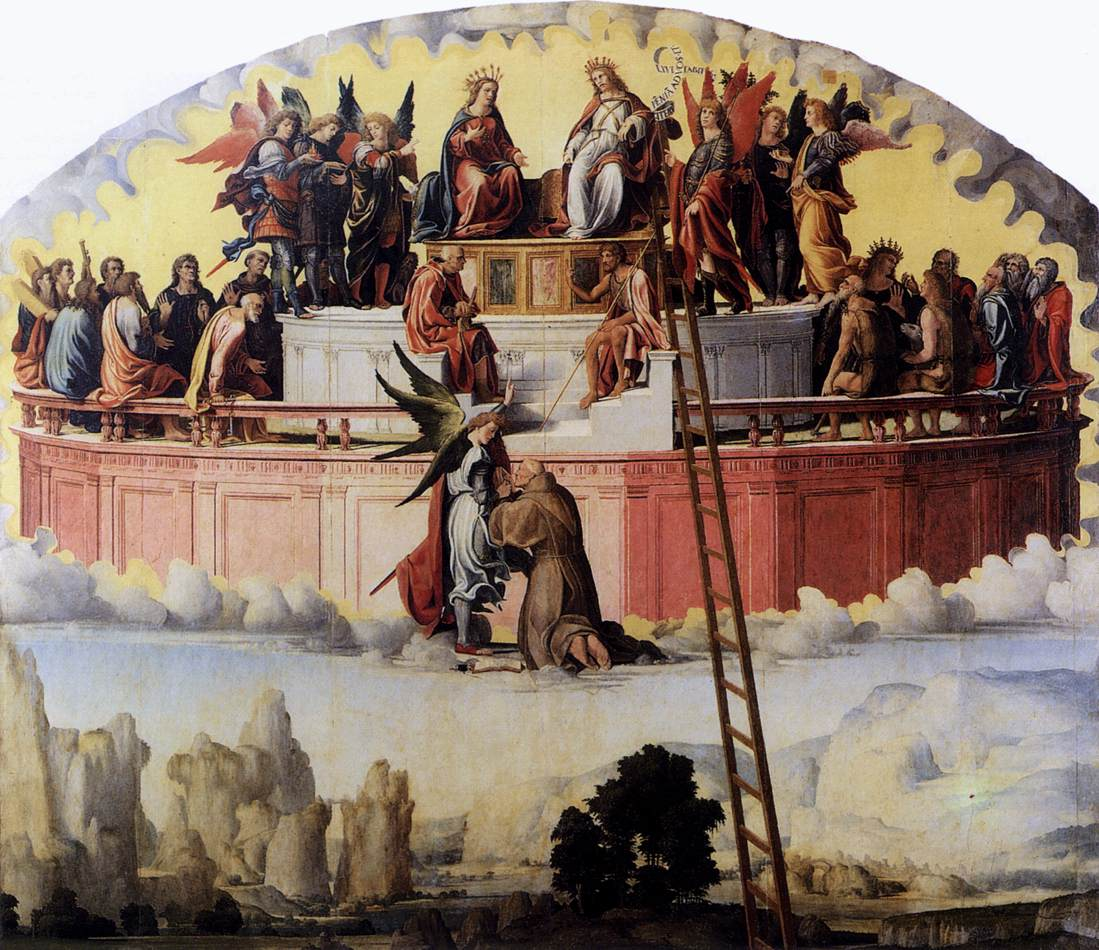
Pedro Fernández, Visión del beato Amadeo Mendes de Silva, 1513-1514, Roma, Palazzo Barberini.

A Amadeo de Silva se le atribuye una obra que lleva el título de Apocalypsis Nova, donde, según él, pone por escrito sus experiencias místicas, en las que se le revelaría lo implícito del libro de san Juan. La visión que él mismo narra de la Virgen María venerada por siete ángeles ha sido fuente de inspiración para famosos pintores renacentistas. Entre estos destaca Leonardo da Vinci, quien se inspiró en la Apocalypsis Nova para el diseño de su obra La Virgen de la Roca.

## Culto
Amadeo de Portugal fue considerado, popularmente, un santo en vida. A él acudían muchos peregrinos, ya que se le atribuían dones taumatúrgicos, por lo que constantemente debía huir a conventos menores.Tras su muerte, la fama de santidad creció hasta tal punto, que  fue sepultado frente al altar mayor de la iglesia de Santa Maria della Pace (Milán).
Los miembros de la reforma franciscana por él fundada tomaron el nombre de amadeistas en su honor. En reconocimiento, ellos mismos iniciaron el proceso de beatificación por parte de la Sede Apostólica. Su fiesta se celebra el 12 de agosto.